# Biểu ngữ web
Biểu ngữ web hoặc biểu ngữ quảng cáo (banner ads) là một hình thức quảng cáo trên World Wide Web được cung cấp bởi một máy chủ quảng cáo. Hình thức quảng cáo trực tuyến này đòi hỏi phải nhúng quảng cáo vào một trang web nhằm thu hút lưu lượng truy cập vào một trang web bằng cách liên kết đến trang web của nhà quảng cáo. Trong nhiều trường hợp, các biểu ngữ được phân phối bởi một máy chủ quảng cáo trung tâm. Khi nhà quảng cáo quét logfiles của họ và phát hiện ra rằng người dùng web đã truy cập trang web của nhà quảng cáo từ trang nội dung bằng cách nhấp chuột vào quảng cáo biểu ngữ, nhà quảng cáo sẽ gửi cho nhà cung cấp nội dung số tiền theo hợp đồng. Hệ thống hoàn vốn này thường là cách nhà cung cấp nội dung có thể trả tiền cho việc truy cập Internet để cung cấp nội dung ở nơi đầu tiên. Thông thường, các nhà quảng cáo sử dụng mạng quảng cáo để phục vụ quảng cáo của họ, dẫn đến hệ thống chia sẻ lại và vị trí quảng cáo chất lượng cao hơn.
Các biểu ngữ web hoạt động giống như các quảng cáo truyền thống có chức năng: thông báo cho người tiêu dùng về sản phẩm hoặc dịch vụ và trình bày lý do tại sao người tiêu dùng nên chọn sản phẩm đó, một thực tế lần đầu tiên được ghi nhận trên HotWired vào năm 1996 bởi các nhà nghiên cứu Rex Briggs và Nigel Hollis. Biểu ngữ web khác nhau ở chỗ kết quả cho các chiến dịch quảng cáo có thể được theo dõi theo thời gian thực và có thể được nhắm mục tiêu theo sở thích của người xem. Hành vi thường được theo dõi thông qua việc nhấp chuột.
Nhiều người lướt web coi những quảng cáo này là phiền phức vì chúng làm sao lãng nội dung thực tế của một trang web hoặc lãng phí băng thông. Trong một số trường hợp, biểu ngữ web che nội dung màn hình mà người dùng muốn xem. Các trình duyệt web mới hơn thường bao gồm các tùy chọn "phần mềm quảng cáo" - phần mềm để vô hiệu hóa cửa sổ bật lên hoặc chặn hình ảnh khỏi các trang web được chọn. Một cách khác để tránh các biểu ngữ là sử dụng máy chủ proxy chặn chúng, chẳng hạn như Privoxy. Các trình duyệt web cũng có thể có các tiện ích mở rộng có sẵn để chặn các biểu ngữ, ví dụ Adblock Plus cho Mozilla Firefox hoặc AdThwart cho Google Chrome và eg7pro cho Internet Explorer.

## Lịch sử:
Người tiên phong của quảng cáo trực tuyến là Prodigy, một công ty thuộc sở hữu của IBM và Sears tại thời điểm đó. Prodigy đã sử dụng quảng cáo trực tuyến trước tiên để quảng bá các sản phẩm của Sears vào những năm 1980 và sau đó là các nhà quảng cáo khác, bao gồm AOL, một trong những đối thủ cạnh tranh trực tiếp của Prodigy. Prodigy đã không thể tận dụng bất kỳ lợi thế di chuyển đầu tiên của nó trong quảng cáo trực tuyến. Quảng cáo web có thể nhấp đầu tiên (sau này được biết đến với thuật ngữ "quảng cáo biểu ngữ") đã được Global Network Navigator (GNN) bán vào năm 1993 cho Heller Ehrman, White, & McAuliffe, một công ty luật hiện không còn tồn tại với văn phòng Thung lũng Silicon. GNN là ấn phẩm web được hỗ trợ thương mại đầu tiên và là một trong những trang web thương mại đầu tiên từ trước đến nay.
Trong nhiều năm, HotWired được coi là trang web đầu tiên bán quảng cáo banner với số lượng lớn cho một loạt các nhà quảng cáo lớn của công ty. Andrew Anker là CEO đầu tiên của HotWired. Rick Boyce, một người mua truyền thông trước đây của công ty quảng cáo San Francisco Hal Riney & Partners, dẫn đầu nỗ lực bán hàng cho công ty. HotWired đặt ra thuật ngữ "banner quảng cáo" và là công ty đầu tiên cung cấp các báo cáo tỷ lệ nhấp cho khách hàng của mình. Biểu ngữ web đầu tiên được bán bởi HotWired đã được AT & T Corp thanh toán và được đưa lên mạng vào ngày 27 tháng 10 năm 1994. Một nguồn khác cũng ghi nhận Hotwired và tháng 10 năm 1994, nhưng có chiến dịch "Zima" của Coors là biểu ngữ web đầu tiên. Vào tháng 5 năm 1994, Ken McCarthy đã hướng dẫn Boyce trong quá trình chuyển đổi từ quảng cáo truyền thống sang quảng cáo trực tuyến và lần đầu tiên đưa ra khái niệm về một quảng cáo có thể nhấp / theo dõi. Ông tuyên bố rằng ông tin rằng chỉ có một mô hình phản hồi trực tiếp, trong đó lợi tức đầu tư của quảng cáo riêng lẻ được đo lường sẽ chứng minh sự bền vững trong thời gian dài cho quảng cáo trực tuyến. Mặc dù dự đoán này, quảng cáo biểu ngữ được định giá và bán dựa trên số lần hiển thị mà họ tạo ra.
Tuy nhiên, Pathfinder (trang web) của Time Warner ra mắt vào ngày 24 tháng 10 năm 1994, cùng tuần với HotWired, nhưng ba ngày trước đó Pathfinder đã bao gồm quảng cáo biểu ngữ. Bruce Judson với việc phát minh ra khái niệm quảng cáo banner đã nhận được sự tin tưởng từ Walter Isaacson - Chủ tịch của Time Inc, New Media và Tạp chí Columbia Journal Review. Trong một cuộc phỏng vấn cho Trung tâm Truyền thông, Chính trị và Chính sách công Shorenstein của Harvard về lịch sử Internet, Isaacson đã thảo luận về sự đóng góp của Judson: "Nó thực sự đã thay đổi mọi thứ". Ngay lập tức, Madison Avenue đã quyết định " Ôi Chúa ơi, chúng ta đã có để hiểu điều này. Chúng tôi phải thuê rất nhiều người trẻ. ' Họ sẽ gửi tiền cho chúng tôi. Gần giống như bạn có thể nhìn ra Tòa nhà Thời gian đến Đại lộ Madison và xem mọi người đi bộ với túi tiền, để đổ nó trên bàn của chúng tôi, hoặc bàn của Bruce Judson, để mua quảng cáo biểu ngữ.
Dường như khái niệm quảng cáo banner được phát triển độc lập tại Time Warner và Wired. Do đó, trang web đầu tiên hiển thị quảng cáo biểu ngữ là Pathfinder (trang web) của Time Warner, được ra mắt vài ngày trước HotWired.
Máy chủ quảng cáo trung tâm đầu tiên được phát hành vào tháng 7 năm 1995 bởi Focalink Communications, cho phép quản lý, nhắm mục tiêu và theo dõi quảng cáo trực tuyến. Một máy chủ quảng cáo địa phương nhanh chóng theo dõi từ NetGravity vào tháng 1 năm 1996. Sự đổi mới công nghệ của máy chủ quảng cáo, cùng với việc bán quảng cáo trực tuyến trên cơ sở ấn tượng, đã thúc đẩy sự gia tăng mạnh mẽ của quảng cáo web và cung cấp nền tảng kinh tế cho ngành công nghiệp web từ giai đoạn 1994 đến 2000. Trực tuyến mới mô hình quảng cáo xuất hiện vào những năm đầu của thế kỷ 21, được giới thiệu bởi GoTo.com (sau này là Overture, sau đó là Yahoo! và được tiếp thị rộng rãi bởi chương trình AdWords của Google), phụ thuộc rất nhiều vào việc theo dõi phản hồi quảng cáo thay vì hiển thị.

## Tầm quan trọng:
Quảng cáo biểu ngữ đã đóng một vai trò quan trọng trong việc cho phép phát triển nhanh chóng quảng cáo trả tiền trên Internet. Nó giúp:
- Điều hướng khách hàng khi khách hàng vào website để xem thông tin, nhằm lôi kéo khách hàng đến 1 sản phẩm nào đó.
- Gia tăng nhận thức về thương hiệu. Các thương hiệu như IBM, Apple, Target hoặc Nike sử dụng Banner ads để phát triển doanh nghiệp của họ thông qua quảng cáo thương hiệu.
- Trang trí cho website được đẹp hơn và có giá trị hơn trong mắt người dùng.
- Sử dụng banner để thực hiện remarketing làm một chiến dịch thật sự hiệu quả, nhằm thu hút khách hàng quan tâm lại một lần nữa về sản phẩm.

Chất liệu biểu ngữ website chính là đồ họa máy tính. Điểm đặc biệt của biểu ngữ web là biểu ngữ có thể chuyển động và tương tác.
Với các định dạng chuẩn, hoạt động (liên kết có thể nhấp đến đích) và hệ thống giá (hiển thị), quảng cáo biểu ngữ cho phép bất kỳ trang web nào bán quảng cáo và cung cấp các yêu cầu hoạt động cho các công ty máy chủ quảng cáo, như NetGravity, để phát triển hệ thống cần thiết để vận hành và theo dõi quảng cáo dựa trên web. Quảng cáo biểu ngữ cũng là duy nhất, so với quảng cáo xuất hiện trên các phương tiện truyền thông tương đương, chẳng hạn như báo và tạp chí. Không giống như quảng cáo theo định kỳ, quảng cáo biểu ngữ khuyến khích người tiêu dùng truyền thông thực sự rời khỏi dịch vụ hoặc sản phẩm truyền thông và đến một môi trường truyền thông riêng biệt (thường là một trang web được điều hành bởi nhà quảng cáo). Ngược lại, độc giả xem quảng cáo trên báo hoặc tạp chí không được khuyến khích rời khỏi định kỳ. Thay vào đó, thông điệp của quảng cáo là nhằm mục đích ảnh hưởng đến người đọc.

## Các định dạng biểu ngữ web phổ biến:
- Banner Ảnh tĩnh (JPEG, PNG, SVG): làm bằng Photoshop, Illustrator hoặc bất  cứ phần mềm nào có thể xuất ảnh. Loại này phổ biến nhất vì cho file dung lượng thấp, có lợi khi muốn tối ưu tốc độ tải website.
- Banner ảnh động GIF: nhấp nháy hoặc hiệu ứng hoạt hình tạo ra tương tác tốt hơn ảnh tĩnh, tuy nhiên nhiều frame thì dung lượng cũng lớn.
- Banner động Flash (SWF): ảnh rõ nét và kích thước file nhẹ là điểm tối ưu của công nghệ Flash, ngoài ra Banner Flash cho phép người xem tương tác (chuột, bàn phím) nên tạo hiệu ứng rất mạnh với người xem. Kích thước file Flash thường rất nhẹ.
- Banner động HTML 5: đây là chuẩn mới thay thế dần cho Flash, tuy nhiên trở ngại chính là việc thực hiện banner HTML5 không hề dễ dàng.

## Kích thước biểu ngữ web tiêu chuẩn:
Kích thước quảng cáo đã được IAB chuẩn hóa ở một mức độ nào đó. Trước khi tiêu chuẩn hóa IAB, quảng cáo biểu ngữ đã xuất hiện với hơn 250 kích cỡ khác nhau. Tuy nhiên, một số trang web và mạng quảng cáo (bên ngoài Eurosphere hoặc Bắc Mỹ) không được sử dụng bất kỳ hoặc tất cả các kích thước quảng cáo cơ sở IAB. Kích thước quảng cáo IAB là:
| Tên                             | Dài/ px                         | Rộng / px                       | Tỷ lệ khung hình                |
| Hình chữ nhật và cửa sổ bật lên | Hình chữ nhật và cửa sổ bật lên | Hình chữ nhật và cửa sổ bật lên | Hình chữ nhật và cửa sổ bật lên |
| ------------------------------- | ------------------------------- | ------------------------------- | ------------------------------- |
| Hình chữ nhật trung bình        | 300                             | 250                             | 6∶5                             |
| Pop-Up Vuông                    | 250                             | 250                             | 1∶1                             |
| Hình chữ nhật dọc               | 240                             | 400                             | 3∶5                             |
| Hình chữ nhật lớn               | 336                             | 280                             | 6∶5                             |
| Hình chữ nhật                   | 180                             | 150                             | 6∶5                             |
| Hình chữ nhật 3:1               | 300                             | 100                             | 3∶1                             |
| Pop-Under                       | 720                             | 300                             | 2.35∶1                          |
| Biểu ngữ và nút                 |                                 |                                 |                                 |
| Biểu ngữ đầy đủ                 | 468                             | 60                              | 78∶10                           |
| Biểu ngữ một nửa                | 234                             | 60                              | 39∶10                           |
| Micro bar                       | 88                              | 31                              | 88∶31                           |
| Nút 1                           | 120                             | 90                              | 4∶3                             |
| Nút 2                           | 120                             | 60                              | 2∶1                             |
| Biểu ngữ dọc                    | 120                             | 240                             | 1∶2                             |
| Nút vuông                       | 125                             | 125                             | 1∶1                             |
| Bảng xếp hạng                   | 728                             | 90                              | 728∶90                          |
| Skyscrapers                     |                                 |                                 |                                 |
| Wide skyscraper                 | 160                             | 600                             | 1∶3.75                          |
| Skyscraper                      | 120                             | 600                             | 1∶5                             |
| Half page ad                    | 300                             | 600                             | 1∶2                             |

Biểu ngữ web tiêu chuẩn được bao gồm trong Gói phổ biến và Nguyên tắc đơn vị quảng cáo của IAB được hỗ trợ bởi các công ty phục vụ quảng cáo lớn.  Điều này đặc biệt phù hợp với các thành viên IAB như Adform, AppNexus, Chitika, Conversant, Epom, HIRO, Mixpo, SpotXchange, ZEDO và nhiều người khác. Ngoài ra, các nhà cung cấp dịch vụ quảng cáo có thể cung cấp các công nghệ và kích thước biểu ngữ không chuẩn khác, cũng như hỗ trợ các định dạng quảng cáo trực tuyến khác nhau (ví dụ: quảng cáo gốc).
Tuy nhiên, kích thước quảng cáo biểu ngữ tiêu chuẩn liên tục phát triển do sự mệt mỏi sáng tạo của người tiêu dùng và mù biểu ngữ. Các công ty quảng cáo luôn kiểm tra hiệu suất của các đơn vị quảng cáo để đảm bảo hiệu suất tối đa cho khách hàng của họ. Một số nhà xuất bản được biết đến với các hoạt động tùy chỉnh, độc đáo bao gồm BuzzFeed, CraveOnline, Quartz (xuất bản), Danh mục tư tưởng, Elite Daily, Vice Media, Inc., Mic (công ty truyền thông) và nhiều công ty khác. Theo công ty nghiên cứu truyền thông eMarketer, các loại thực thi tùy chỉnh như vậy thông qua các giao dịch mua trực tiếp của nhà xuất bản đang gia tăng, với chi tiêu quảng cáo bản địa sẽ đạt hơn 4,3 tỷ đô la vào cuối năm 2015.

## Vị trí đặt biểu ngữ web:
Một banner website nếu được sử dụng đúng sẽ có tác dụng rất tốt trong việc nâng cao doanh số và thu hút người truy cập. Bên cạnh đó, vị trí được đặt quảng cáo cũng là cách để tạo thu hút ánh nhìn của khách hàng.  Tuy nhiênn, không phải vị trí quảng cáo sẽ quyết định số lượt người click vào banner mà phải dựa vào thông điệp, cách thiết kế thông tin, sự trình bày màu sắc, bố cục khi lựa chọn vị trí quảng cáo. Banner đẹp cũng chính là một bước đệm thu hút được người dùng đầu tiên.
Các vị trí đặt banner: 3 vị trí chính đó là

### Góc trên bên phải hoặc trên cùng của website
Theo các phân tích và nghiên cứu trên nhiều người dùng website hiện nay, thông thường những người dùng này đều sẽ lướt web theo mô hình chữ F. Họ thường sẽ bắt đầu đọc từ trái sang phải và thường quét trên cùng của trang trước. Chính vì thế góc trên cùng bên phải hoặc thanh trên cùng của website sẽ là những vị trí đầu tiên được người truy cập chú ý đến khi vào một website. Đây cũng chính là 2 vị trí được ưu tiên đặt quảng cáo nhất.
Tuy nhiên cũng với những lợi ích này, chi phí đặt banner trên những vị trí này cũng thường khá cao

### Giữa website
Tiếp tục của mô hình chữ F, người đọc sẽ theo dõi thông tin chủ yếu ở phía bên trái và đến khoảng giữa của nội dung sẽ tiếp tục chú ý quét sang bên phải, nên đây cũng là một vị trí khá lý tưởng cho một banner dài đặt ngang trang

### Dọc hai bên nội dung chính của website
Khi truy cập vào những trang báo nổi tiếng, bạn sẽ có thể dễ dàng bắt gặp rất nhiều mẫu quảng cáo ở dọc hai bên nội dung chính của website, chắc chắn họ sẽ không chỉ đặt quảng cáo không mà không hướng đến hiệu quả.
Bên cạnh đó còn rất nhiều vị trí trên một website mà bạn có thể đặt banner nữa như: Chân trang, trong bài viết chi tiết,...

## Ưu và nhược điểm của quảng cáo biểu ngữ:

### Ưu điểm
- Là quảng cáo dễ thấy nhất trên mạng vì quảng cáo biểu ngữ chứa hình ảnh hấp dẫn.
- Giúp tiết kiệm thời gian cho cả nhà xuất bản và nhà quảng cáo. Quảng cáo biểu ngữ chỉ cần chèn mã dòng và trang web của nhà quảng cáo hoặc liên kết bắt buộc.
- Cho phép nhà quảng cáo tạo ra nhiều khách hàng tiềm năng hơn vì nhà quảng cáo được phép chọn danh sách các trang web để đăng quảng cáo biểu ngữ.
- Lưu lượng truy cập trang web sẽ được tăng lên nếu quảng cáo thú vị với khách truy cập, họ sẽ tìm kiếm thêm thông tin bằng cách nhấp vào quảng cáo. Do đó, nhà quảng cáo cần lấy liên kết trực tiếp đến trang chứa thông tin.
- Theo dõi rất dễ dàng. Đặt các mục tiêu và phân tích sau mỗi chiến dịch của các mục tiêu đó sẽ cho một ý tưởng rõ ràng về cách chiến dịch đang diễn ra.
- Nếu nhà xuất bản sử dụng máy chủ quảng cáo, có thể nhận được một khoản thanh toán hàng tháng cùng một lúc thay vì từ mỗi nhà quảng cáo một lần.

### Nhược điểm:
- Với quảng cáo biểu ngữ, lượt truy cập trang web của bạn sẽ tăng, nhưng khách truy cập có thể không phải là khách truy cập đủ điều kiện hoặc khách hàng tiềm năng. Trong trường hợp này, đầu tư của doanh nghiệp sẽ trở nên lãng phí. Khách truy cập đến trang web thậm chí có thể có hứng thú tìm hiểu về chủ đề này nhưng có thể không có ý định mua hàng.
- Nếu các biện pháp theo dõi và các mục tiêu không chính xác, có khả năng đưa ra quyết định sai với phân tích dữ liệu đó. Một quyết định sai lầm có thể ảnh hưởng lớn đến sự ổn định của tổ chức.
- Đối với các nhà xuất bản, trả tiền thấp hơn cho các banner quảng cáo tạo ra lợi nhuận ít hơn; đây là một bất lợi cho họ.
- Nếu muốn làm cho các quảng cáo banner hấp dẫn hơn, nhà quảng cáo có thể cần phải thuê một nhà thiết kế đồ họa cho nó.
- Quảng cáo biểu ngữ có thể tạo ra sự lộn xộn, vì đã có nhiều quảng cáo trên internet.

## Sử dụng Phi Quảng Cáo:
Là việc sử dụng các biểu ngữ web không bị hạn chế trong quảng cáo trực tuyến. Hình ảnh anh hùng (Hero Images) là ví dụ phổ biến về ứng dụng phi quảng cáo của các biểu ngữ web. Các biểu ngữ loại này tạo thành một phần của thiết kế trang web và thường được sử dụng vì lý do thẩm mỹ. Hero images được thể hiện bằng hình ảnh lớn, đồ họa hoặc video được đặt trong các phần nổi bật của trang web.
1. ↑  "Web banner". wikipedia. tháng 6 năm 2013. Truy cập ngày 31 tháng 5 năm 2020.
2. ↑  Briggs, Rex; Hollis, Nigel, Advertising on the Web: Is there Response Before Clickthrough? Journal of Advertising Research, March–April 1997, pg 33-45
3. ↑  ""Heller Ehrman law firm to dissolve Friday"". sfgate. ngày 26 tháng 9 năm 2008. Truy cập ngày 31 tháng 5 năm 2020.
4. ↑  ""O'Reilly Network Weblogs: SLAC Symposium on the Early Web"". oreillynet.com. ngày 22 tháng 12 năm 2001. Bản gốc lưu trữ ngày 22 tháng 12 năm 2001. Truy cập ngày 31 tháng 5 năm 2020.{{Chú thích web}}:  Quản lý CS1: bot: trạng thái URL ban đầu không rõ (liên kết)
5. ↑  "newjour". georgetown.edu. ngày 22 tháng 3 năm 2012. Bản gốc lưu trữ ngày 22 tháng 3 năm 2012. Truy cập ngày 31 tháng 5 năm 2020.
6. ↑  Reid, Robert H. (1997). Architects of the Web: 1,000 Days that Built the Future of Business. John Wiley & Sons. Chapter Seven: 'Hotwired - Publishing on the Web' (pp 300-308)  ISBN 0-471-17187-5
7. ↑  "Archived copy". Archived from the original on 2011-07-07. Truy cập 2020-05-31. Happy Birthday, Digital Advertising!
8. ↑  Chapman, Merrill R., In search of stupidity: over 20 years of high-tech marketing disasters (2nd Edition), Apress, ISBN 1-59059-721-4
9. ↑  ""THE MEDIA BUSINESS; Time Inc. Raises Its Multimedia Profile With an Internet Test". nytimes. ngày 24 tháng 11 năm 1994. Truy cập ngày 31 tháng 5 năm 2020.
10. ↑  "Walter Isaacson". digitalriptide. Truy cập ngày 31 tháng 5 năm 2020.
11. ↑  "Who Killed Time Inc?". cjr.org. ngày 1 tháng 2 năm 2018. Truy cập ngày 31 tháng 5 năm 2020.
12. 1 2  "What really Happened to the News Business, Interview with Walter Isaacson". digitalriptide. Truy cập ngày 31 tháng 5 năm 2020.
13. ↑  "Hyperlink Advertising Explodes on the World Wide Web". zinman. ngày 18 tháng 7 năm 2011. Truy cập ngày 31 tháng 5 năm 2020.
14. ↑  "5 Tips To Reduce And Tackle HTML5 Banner Size". digitaland. ngày 13 tháng 7 năm 2016. Truy cập ngày 31 tháng 5 năm 2020.
15. ↑  Khattab, Lina; Mahrous, Abeer A. (2016-11-01). "Revisiting online banner advertising recall: An experimental study of the factors affecting banner recall in an Arab context". Journal of Arab & Muslim Media Research. 9 (2): 237–249. doi:1 0.1386/jammr.9.2.237_1.
16. ↑  Gehl, Robert (2014). Reverse Engineering Social Media. Philadelphia, PA: Temple. ISBN 978-1439910351.
17. ↑  "Ad Unit Guidelines". iab. ngày 23 tháng 9 năm 2006. Truy cập ngày 31 tháng 5 năm 2020.
18. ↑  "Universal Ad Package". iab. ngày 28 tháng 7 năm 2014. Truy cập ngày 31 tháng 5 năm 2020.
19. ↑  "Ad Unit Guidelines". iab. ngày 28 tháng 7 năm 2014. Truy cập ngày 31 tháng 5 năm 2020.
20. ↑  "IAB Rolls Out 'Universal Ad Package". clickz. ngày 28 tháng 7 năm 2014. Truy cập ngày 31 tháng 5 năm 2020.
21. ↑  "IAB General Members". iab. ngày 27 tháng 7 năm 2015. Truy cập ngày 31 tháng 5 năm 2020.
22. ↑  ""Marketers Expect Healthy Native Ad Spend Growth"". emarketer. ngày 25 tháng 11 năm 2014. Bản gốc lưu trữ ngày 28 tháng 7 năm 2020. Truy cập ngày 31 tháng 5 năm 2020.
23. ↑  ""Exploring the Hero Image Trend in Web Design"". envato. ngày 18 tháng 1 năm 2015. Truy cập ngày 31 tháng 5 năm 2020.
24. ↑  ""12 Outdated Web Features That Need to Disappear in 2014". mashable. ngày 27 tháng 7 năm 2014. Truy cập ngày 31 tháng 5 năm 2020.